# Emil Wellner
Emil Wellner (12. července 1883 Plzeň – 3. dubna 1933 Brno) byl český inženýr německé národnosti, vysokoškolský učitel a vědec. Byl třetím dítětem a prvorozeným synem Franze Wellnera, technického ředitele ve Škodových závodech, cukrovarnického odborníka a vynálezce, a jeho manželky Therese Wellnerové, rozené Baumgartnerové. Měl tři sourozence, dvě sestry, Elsu Wellnerovou, Vilmu Wellnerovou, a mladšího bratra Franze Wellnera. 

## Život
Absolvoval Technische Universität Wien a v letech 1905–1907 byl na této univerzitě asistentem rektora Karla Kobese. Dále pak dva roky pracoval jako konstruktér ve strojní továrně na jeřáby Julius von Petravič ve Vídni. Zde se seznámil s Rudolfem Dubem, pozdějším kolegou z univerzity a blízkým přítelem. Od roku 1910 začal učit strojírenství na průmyslové škole v Brně. Strávil zde 17 let. Roku 1915 složil doktorát na Technische Universität Wien. Dne 1. května 1927 byl jmenován profesorem na Technische Universität Wien. Později působil na Německé vysoké škole technické v Brně a v letech 1928, 1929 a 1930 byl zde zvolen děkanem tamní strojní a elektrotechnické fakulty. Učil zde pevnost, hydrodynamiku a tření kapalin.
Během svého působení na univerzitě publikoval vědecké práce:
1. Ueber Polytropen-Konstruktionen. In: E. Jahnke: Dinglers polytechnisches Journal. Bd. 336. Berlin, 1921. S. 337.[7]
2. Ueber Polytropen-Konstruktionen. In: E. Jahnke: Dinglers polytechnisches Journal. Bd. 336. Berlin, 1921. S. 347.[8]
3. Ein Temperatur-Wärmemengen-Diagramm In: Dinglers polytechnisches Journal. Bd. 337. Berlin, 1922. S. 121.[9]

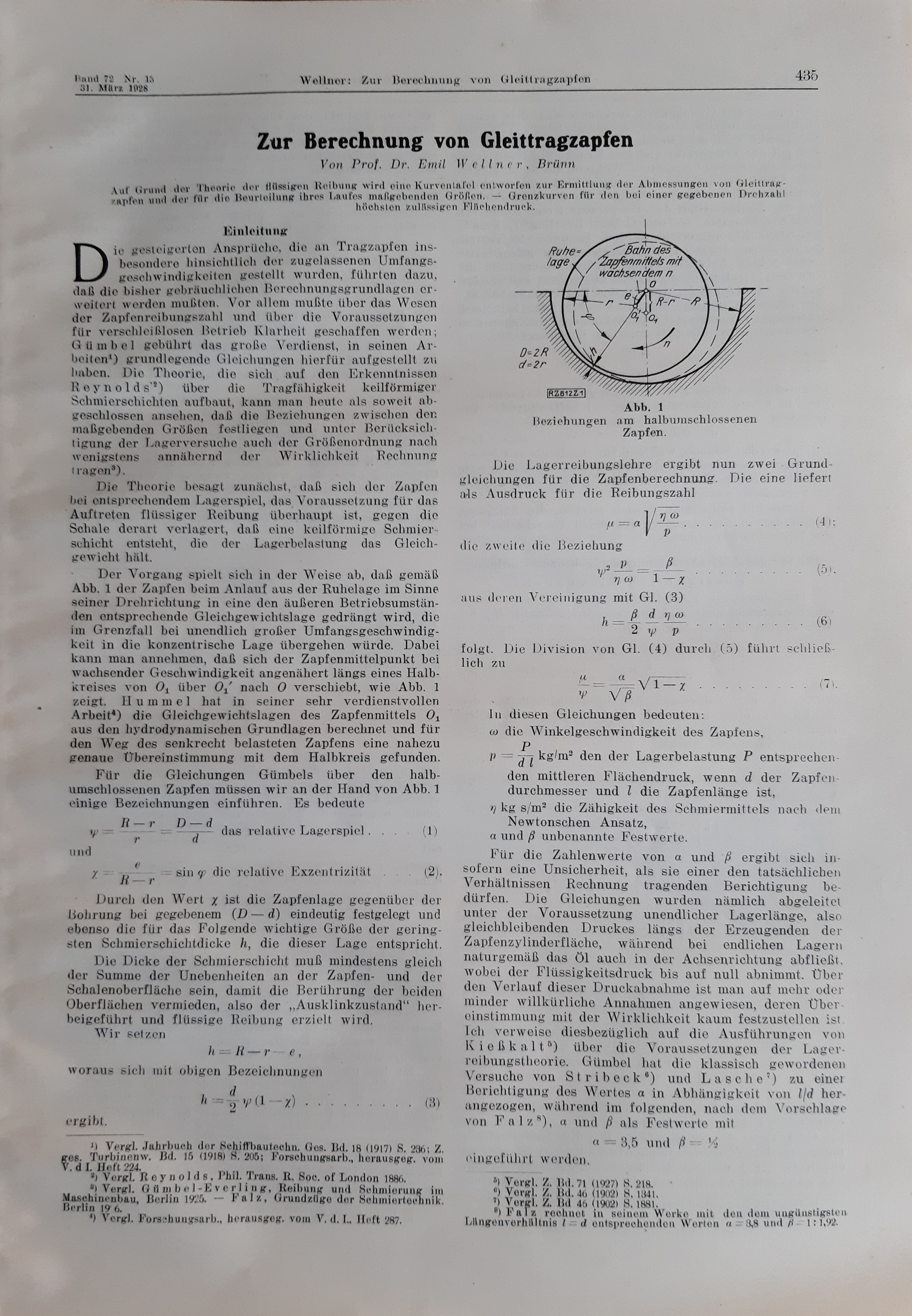
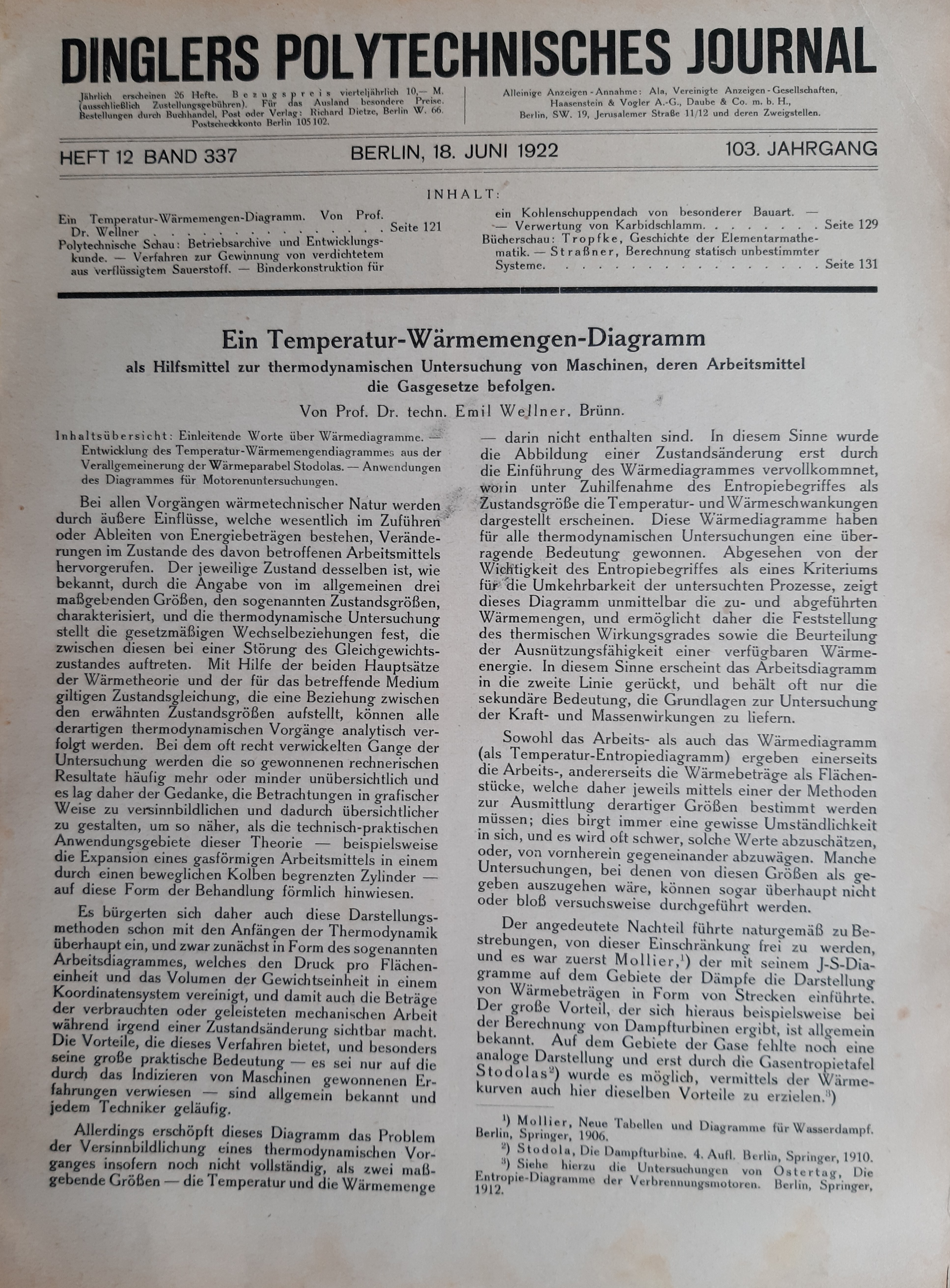
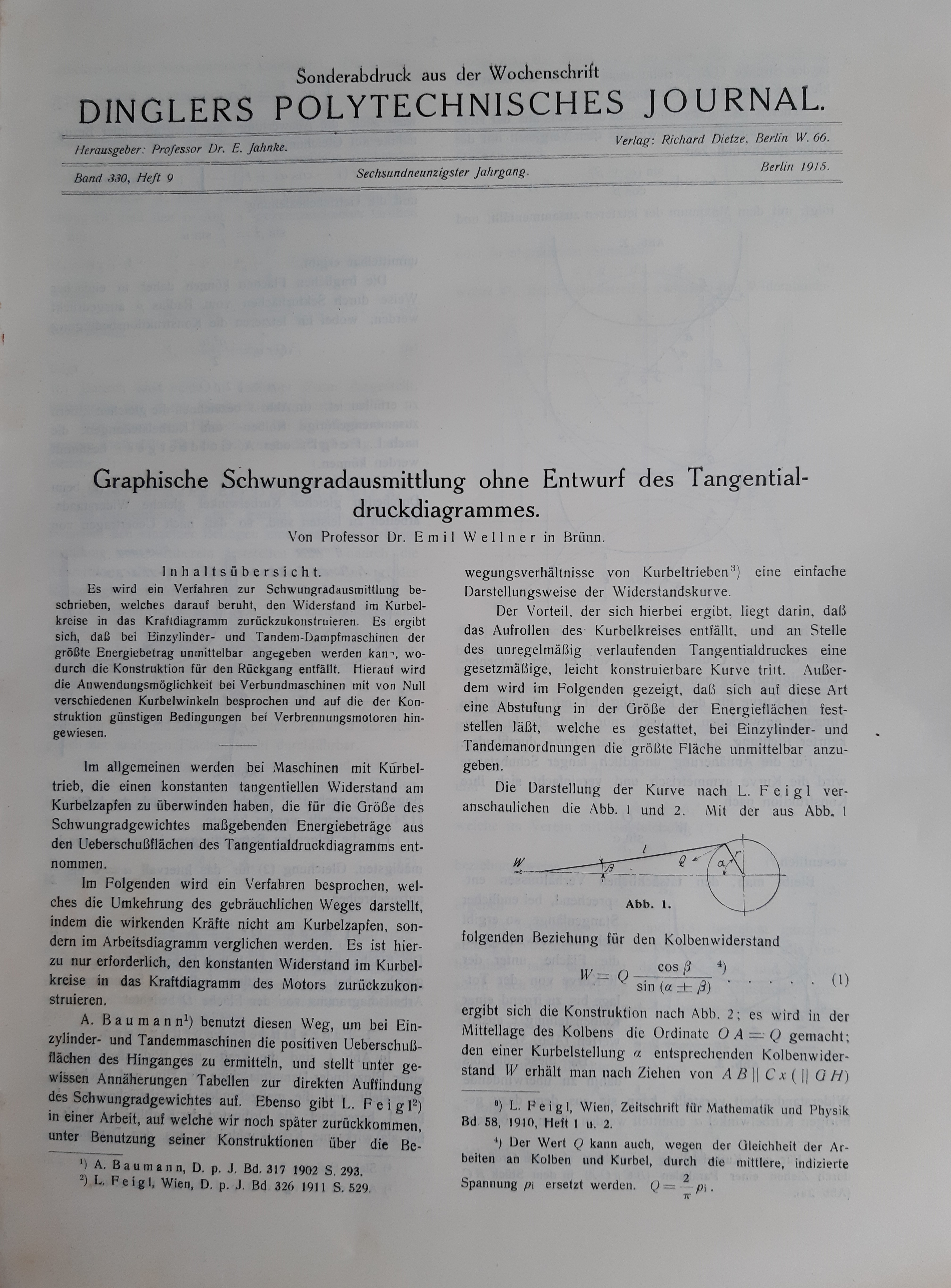

4. Ein Temperatur-Wärmemengen-Diagramm In: Dinglers polytechnisches Journal. Bd. 337. Berlin, 1922. S. 133.[10]
5. Ein Temperatur-Wärmemengen-Diagramm In: Dinglers polytechnisches Journal. Bd. 337. Berlin, 1922. S. 143.[11]

### První světová válka
V roce 1916 byl ve svých 33 letech povolán do rakouské armády. Byla mu udělena hodnost „kadet aspirant“ a 25. srpna 1916 byl převelen do Lublaně (Laibach) ve Slovinsku. Jeho hlavní povinností bylo technické zabezpečení vlaku „Gesteinsbohrzug (Skodazug) Nr. 33“. Jednalo se o speciálně upravené vlaky, které nesly vybavení pro vrtání do hornin. Byly využívány k vrtání otvorů pro umístění výbušnin pod nepřátelské linie. V mokřavých oblastech mohlo být vrtání využito k odvádění vody ze zákopů. V některých případech mohly být vlaky využity k vrtání poblíž fronty za účelem získávání strategických surovin, jako byla voda nebo uhlí.

### Osobní život
V říjnu 1932 se v Bratislavě oženil s Ernou Margarete Dubovou (1893 – 1938), rozenou Spitzerovou (dcerou strojního inženýra Moritze Spitzera z Vítkovic). Erna byla dříve manželkou Rudolfa Duba, s nímž měla dceru Helenu. Erna a Rudolf se rozvedli v roce 1932. Následovala svatba s Emilem. Emil Wellner zemřel na leukemii 3. dubna 1933 v Brně, tři měsíce před narozením svých dvou dcer-dvojčat. 

## Galerie

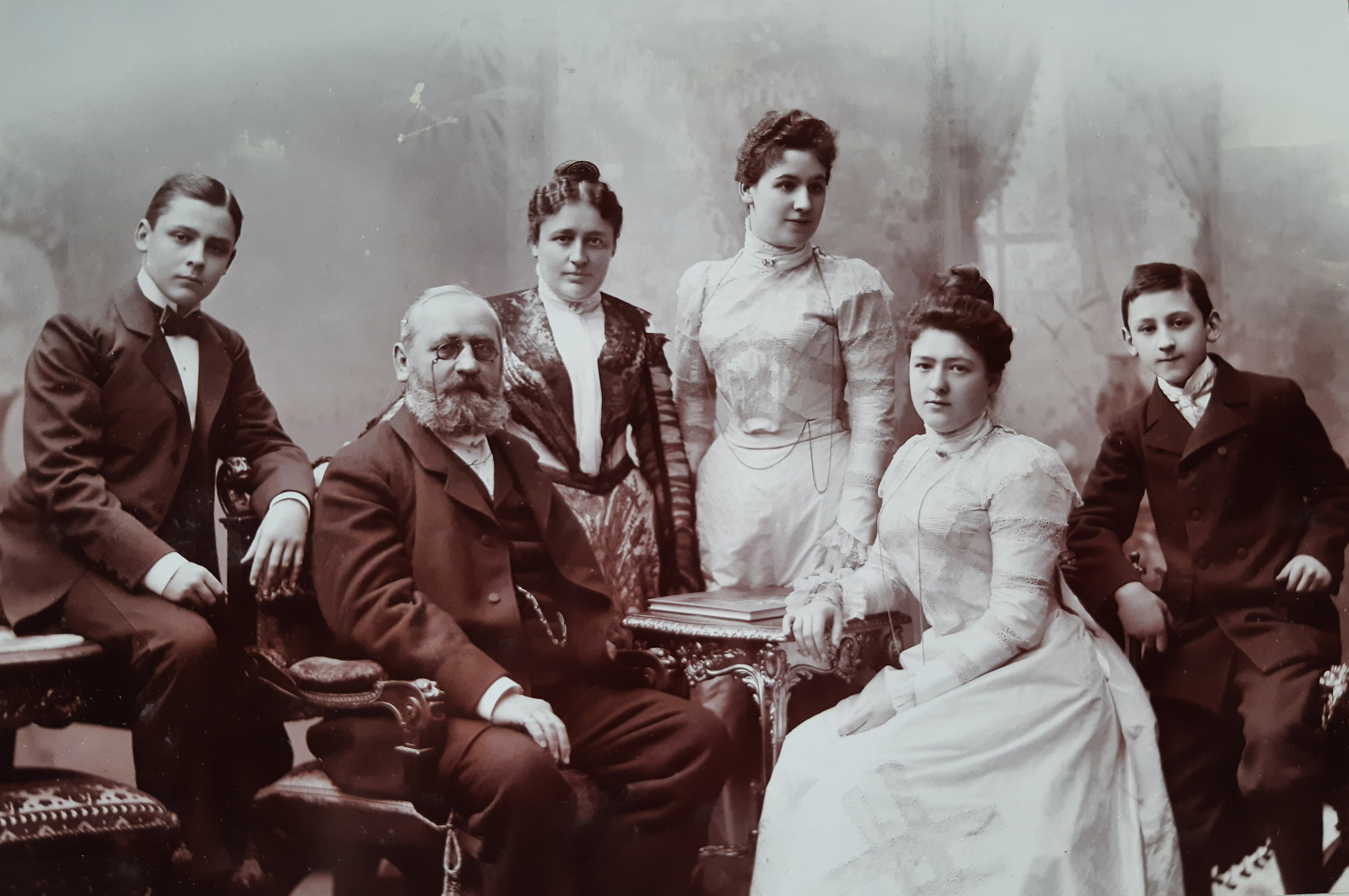
Emil (první zleva) s rodinou
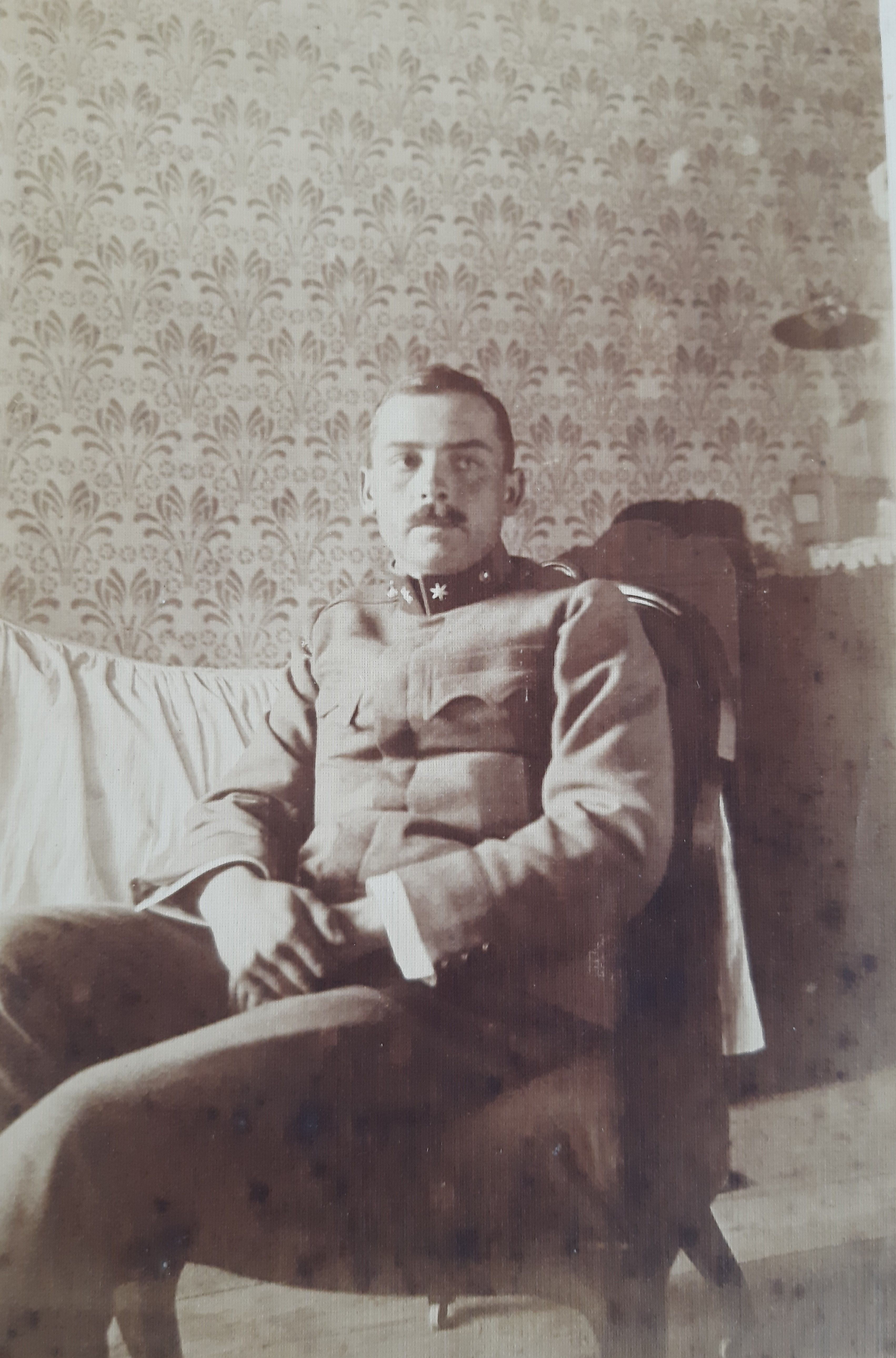
Voják 1. světové války
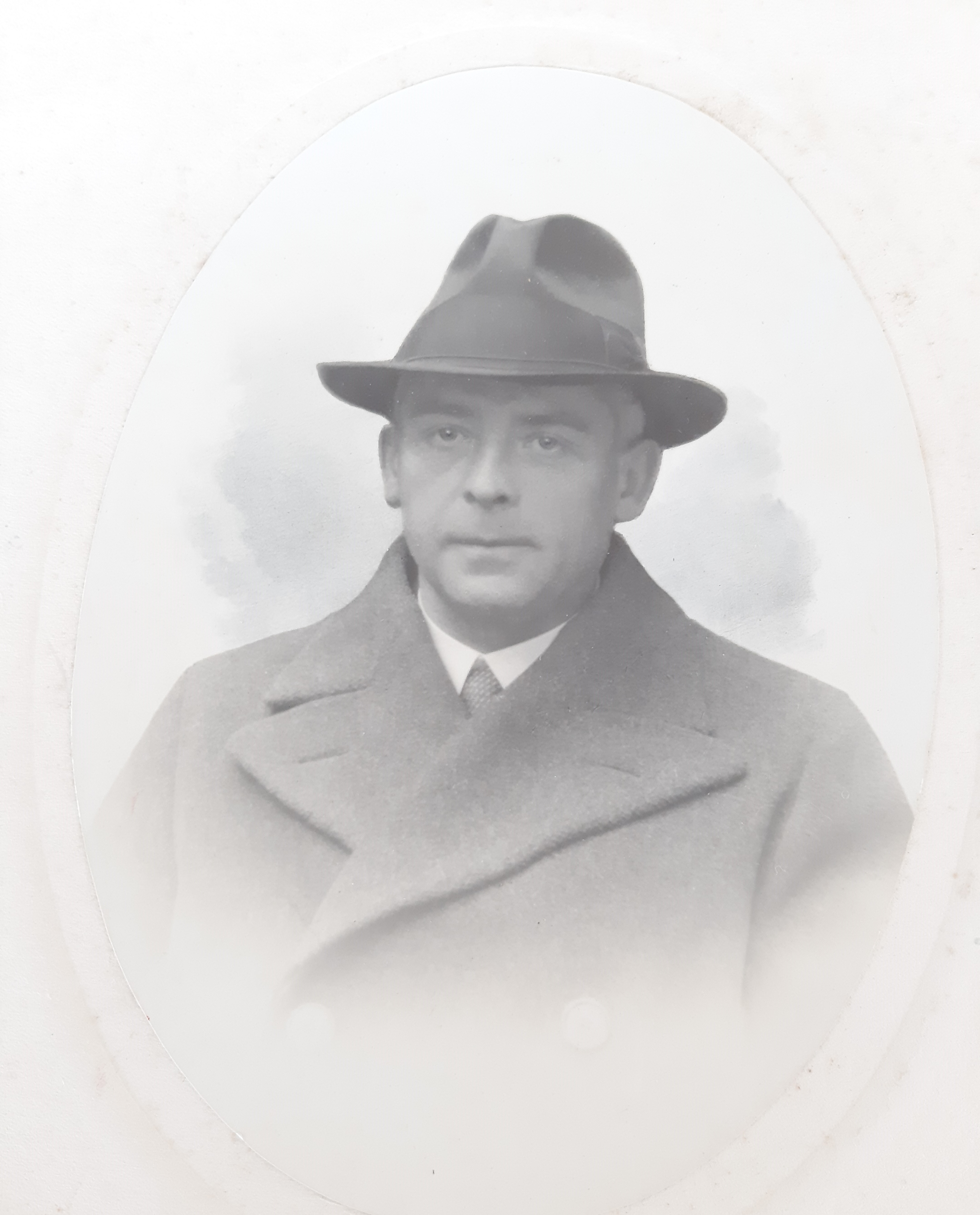
V roce 1932
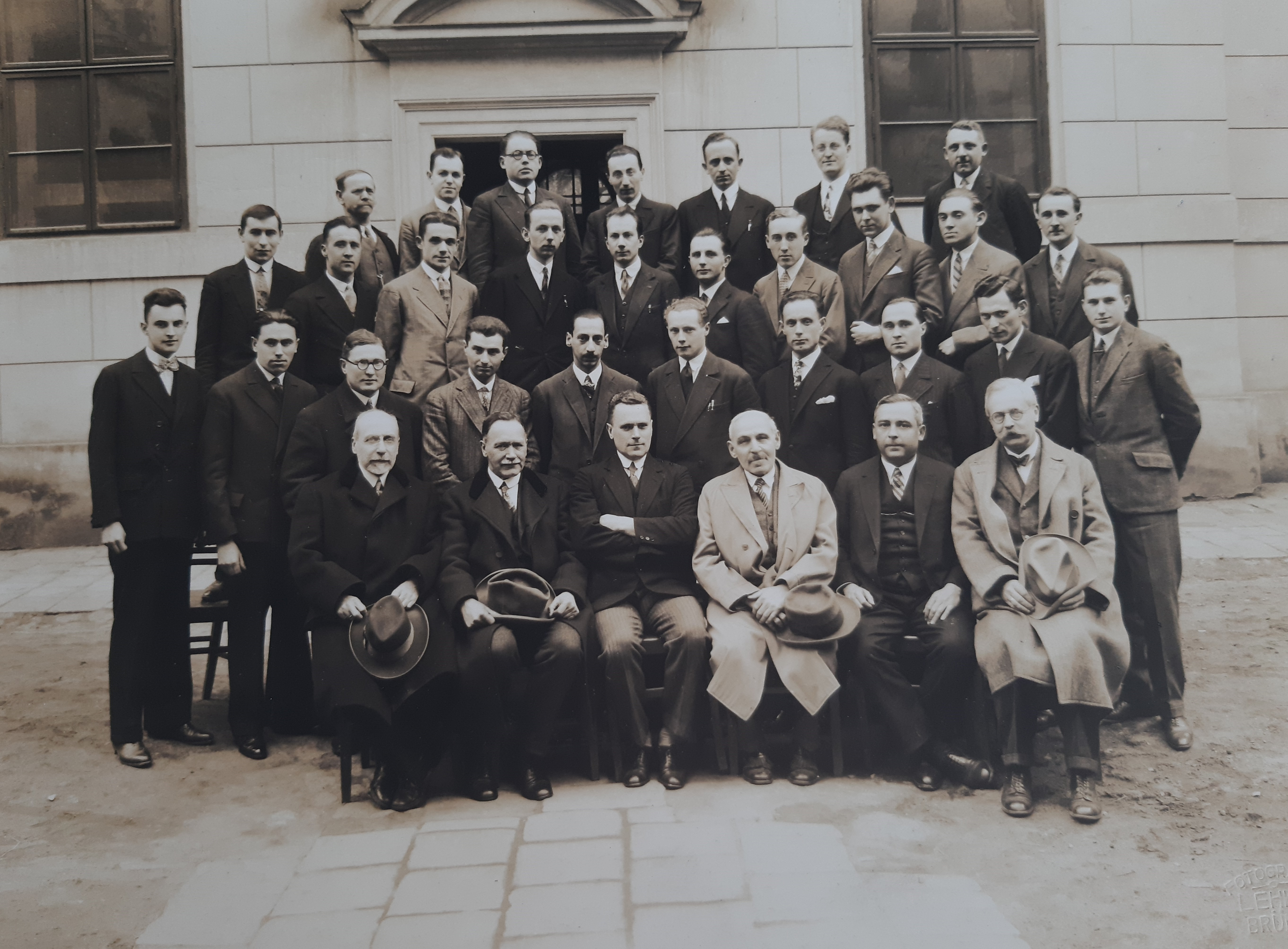
Promoce a profesorský sbor 1930; sedící Wellner druhý zprava, Rudolf Dub třetí zprava
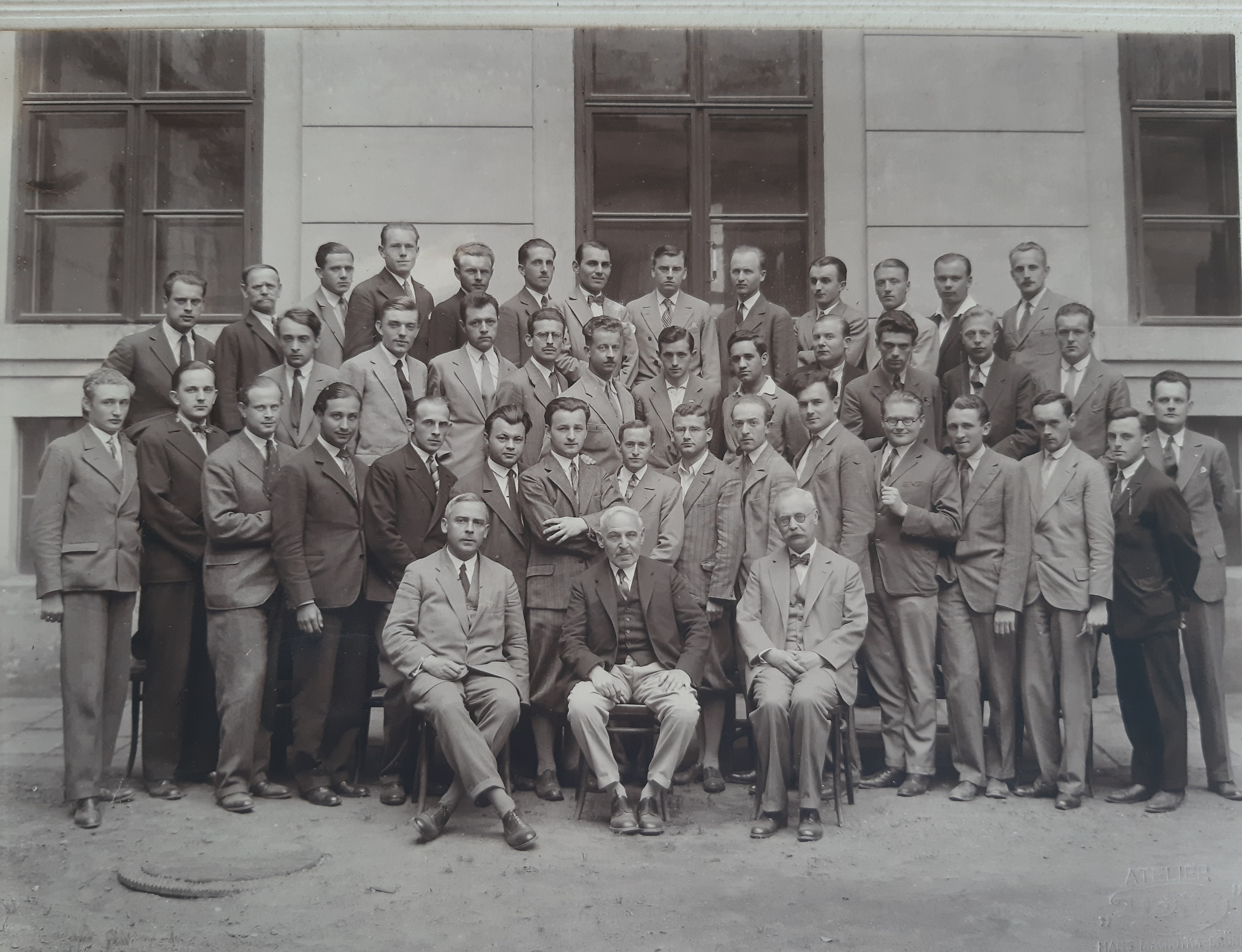
Promoce a profesorský sbor 1931; sedící Wellner první zleva, Rudolf Dub druhý zleva